# Cazzu
Cazzu, pseudonimo di Julieta Cazzuchelli (Ledesma, 16 dicembre 1993), è una rapper, cantante e compositrice argentina.

## Biografia
Julieta Cazzuchelli nasce il 16 dicembre 1993 nel Dipartimento di Ledesma, Jujuy, in Argentina. Si appassiona alla musica a undici anni, e comincia a cantare con suo padre, un musicista amatoriale. Quando finì le scuole superiori si spostò a Tucumán per studiare cinematografia, e ogni tanto andava nella Provincia di Buenos Aires per studiare grafica.
Ha iniziato la sua carriera musicale con generi estranei al rap, come cumbia e poi rock, in cui non ha avuto molto successo. Dopo aver dato il via alla sua carriera musicale con questi due generi, ha provato ad entrare nella scena urbana, pubblicando brani buoni secondo la critica. Ha iniziato la sua carriera come artista indipendente, pagando le sue prime registrazioni e videoclip.
 
(Cazzu, intervista rilasciata a Billboard Argentina)
Ha guadagnato popolarità nella scena musicale della latin trap nel 2017 dopo l'uscita della collaborazione Loca con Khea e Duki. La canzone divenne ancora più popolare dopo che nel 2018 Bad Bunny si unì al remix. Fino al 2019, Cazzu ha pubblicato il suo primo mixtape Maldades nel 2017; ad esso ha fatto seguito l'album in studio d'esordio Error 93, uscito circa due anni dopo.
Il 23 aprile 2020 ha pubblicato l'EP Bonus trap e il 28 agosto Una niña inútil.

## Vita privata
Dal 21 giugno 2022 ha una relazione con il cantante messicano Christian Nodal. Il 14 aprile 2023, durante un concerto al Movistar Arena di Buenos Aires ha annunciato la sua gravidanza. Intí è nata il 14 settembre 2023. Nel maggio 2024 annunciano la loro separazione.

## Discografia

### Album in studio
- 2019 – Error 93
- 2022 – Nena trampa
- 2025 – Latinaje

### EP
- 2020 – Bonus trap
- 2020 – Una niña inútil

### Mixtape
- 2017 – Maldades

### Collaborazioni
- 2017 – Loca (Khea feat. Duki e Cazzu)
- 2018 – Loca (Remix) (Khea feat. Duki, Cazzu e Bad Bunny)
- 2019 – Quien empezó (Jimena Barón feat. Cazzu)
- 2020 – Ladrón (Lali Espósito feat. Cazzu)
- 2020 – Rangos II (Pekeño 77 feat. Cazzu, Neo Pistea, C.R.O, Bhavi, Homer El Mero Mero e Rubén Rada)
- 2021 – Animal (María Becerra feat. Cazzu)

## Riconoscimenti
- Premios Núcleo Urbano
  - 2019 – Mejor artista trap femenina[15]
- Premio Martín Fierro[16]
  - 2019 – Candidatura al mejor artista musical
  - 2019 – Candidatura al mejor estilo cantante femenino
- Premios Juventud
  - 2019 – Candidatura al nuevo en USA[17]
  - 2020 –  Premio nueva generación - femenina[18]
  - 2020 – Candidatura come El más trendy[19]
- MTV Millennial Awards
  - 2019 – Candidatura all'artista viral[20]
- MTV Europe Music Awards
  - 2019 – Candidatura al miglior artista dell'America del Sud[21]
  - 2020 – Candidatura al miglior artista dell'America del Sud[22]
- Premio Lo Nuestro
  - 2020 – Candidatura all'artista revelación femenino[23]
- Premio Gardel[24]
  - 2020 – Candidatura al mejor álbum/canción música urbana per C14torce II
  - 2020 – Candidatura al mejor colaboración trap/urbano per Tumbando el Club (Remix)
- Heat Latin Music Awards[25]
  - 2020 – Candidatura al mejor artista femenina
  - 2020 – Candidatura al mejor artista del sur
- Latin Grammy Awards
  - 2020 – Candidatura al miglior nuovo artista[26]